# Neoricardiaanse school
De neoricardiaanse school, ook wel sraffiaanse school, is een stroming in de economische wetenschap die in de jaren 60 van de twintigste eeuw opkwam. Grondlegger was de Italiaanse econoom Piero Sraffa, die in zijn Production of Commodities by Means of Commodities (1960) een herwaardering van het gedachtegoed van de klassieke econoom David Ricardo bepleitte. De neoricardianen worden wel tot de postkeynesianen gerekend. 
De neoricardiaanse theorie verschilt van de dominante neoklassieke economie in de afwijzing van het neoklassieke kapitaalbegrip, waarvan Sraffa had aangetoond dat dit inconsistent was (zie Cambridge-Cambridgecontroverse). In plaats daarvan hanteren de neoricardianen een definitie van kapitaal die dichter bij die van Ricardo en Marx ligt. Met de marxisten verschillen de neoricardianen van mening over de arbeidswaardetheorie: deze wijzen de neoricardianen af ten gunste van een directe verklaring van prijzen als productieprijzen, zodat er geen transformatieprobleem optreedt. 